# Catarata Federico Ahlfeld
La catarata Federico Ahlfeld es una cascada o catarata de Bolivia ubicada en el Parque Nacional Noel Kempff Mercado al noreste del departamento de Santa Cruz. Tiene una caída ininterrumpida de 45 metros de altura se forma a partir del río Paucerna que discurre sobre la meseta Caparuch.